# Ski- og Fotballklubben Trygg
Der Ski- og Fotballklubben Trygg war ein 1907 gegründeter norwegischer Sportverein aus Oslo, der vor allem für seine Eishockeyabteilung bekannt war.  

## Geschichte
Der Ski- og Fotballklubben Trygg wurde 1907 gegründet. Die Eishockeyabteilung des Vereins gehörte in der Saison 1934/35 zu den Gründungsmitgliedern der höchsten norwegischen Spielklasse und gewann in dieser Spielzeit zudem als erste Mannschaft überhaupt den norwegischen Meistertitel. Diesen Erfolg konnte die Mannschaft in der Saison 1937/38 wiederholen. Zuletzt spielte die Eishockeyabteilung in der Saison 1938/39 erstklassig. 
Die Bandyabteilung von Trygg gewann 1921 den Meistertitel. Zudem gab es eine Fußballabteilung im Verein, aus der unter anderem der 25-fache Nationalspieler Jacob Berner hervorging.